# لاله حق‌وردی
لاله حق‌وردی فیزیکدان ایرانی و برندهٔ جایزه اروین شرودینگر انستیتوی هلمهولتز است.

## فعالیت‌ها
لاله حق‌وردی در انستیتوی هلمهولتز در مونیخ به فعالیت مشغول است و به همراه استادان راهنما و مشاور تز دکترای خود، فابین تایز (ریاضی‌دان)،  تیم شرودر (زیست‌شناس) و کارستن مار (فیزیکدان) برای طراحی و ارئه راهکارها و الگوریتم‌های جدید مطالعه مکانیسم تقسیم وظایف سلول‌ها در فرایند تقسیم سلول‌های بنیادی جایزه شرودینگر انستیتوی هلمهولتز را ازآن خود کرد.